# 21 cm
21 cm, ou 21 centimètres, est une émission de télévision littéraire française animée par Augustin Trapenard et diffusée sur Canal+ en crypté depuis le 9 mai 2016.

## Concept
L'émission repose sur une longue rencontre entre Augustin Trapenard et un invité, écrivain français ou étranger, dans trois lieux différents, dont l'appartement parisien du présentateur, quai des Orfèvres,.
Le présentateur définit 21 cm comme « l'émission littéraire qui se regarde en mangeant du popcorn. »
Le nom de l'émission fait référence à la taille moyenne d'un roman qui paraît. Selon Augustin Trapenard, c'est aussi un clin d'œil à la jouissance de la lecture chez Roland Barthes, et à un chiffre symbolique, 21 grammes, prétendument le poids de l'âme.
La mascotte de l'émission est le chien du présentateur : un cocker couleur poivre et sel, Jean-François, surnommé « Jean-France » ou « Jeff ».
En juin 2017, 21 cm est classée par L'Obs parmi les meilleures émissions télévisées de la saison 2016-17, avec la note de 8/10. Pour France Inter, 21 cm « réinvente la mise en images des livres » à la télévision.

## Historique
La première émission, diffusée le 9 mai 2016, reçoit Patti Smith en principale invitée.
En juin 2016, la direction de Canal+ annonce le passage en mensuelle de l'émission dès la rentrée 2016.
Durant cette première saison, Augustin Trapenard reçoit huit invités, à Paris mais aussi en région : Joann Sfar à Nice, Philippe Djian à Biarritz, Édouard Louis en Picardie ou encore Manu Larcenet dans le Beaujolais.
Durant l'été 2017, la saison 1 est rediffusée tous les dimanches à 12 h 30 en clair sur Canal+.
À partir de la saison 2, l’émission se délocalise parfois à l’étranger, notamment à Casablanca avec Leïla Slimani, à New York avec Paul Auster, à Maurice avec J.M.G. Le Clézio, ou dans le Sussex avec Tatiana de Rosnay.
Lors de cette deuxième saison, le Premier ministre français Édouard Philippe participe à l'émission, lors d'une visite à Augustin Trapenard chez lui pour saluer Paul Auster.
Durant l'été 2018, la saison 2 est à nouveau rediffusée tous les dimanches à 12 h 30 en clair sur Canal+.
À partir de 2018, l'émission se décline aussi en format court hebdomadaire, 21 cm de plus, diffusé sur Canal+, Canal+ Décalé et les réseaux sociaux. Augustin Trapenard y délivre ses livres coups de cœur du moment.

## Générique
La musique du générique de l'émission est composée par le groupe anglo-américain de garage rock The Kills, avec le morceau Doing It To Death, extrait de l'album Ash & Ice.